# 伊基托斯區
伊基托斯區（西班牙語：Distrito de Iquitos），是秘魯的一個區，位於該國東北部洛雷託大區的邁納斯省，始建於1866年2月7日，面積358平方公里，海拔高度106米，2005年人口157,529，人口密度每平方公里440人。